# Mariam Chabi Talata
Mariam Chabi Talata (ur. 7 lipca 1963 w Bembèrèkè) – benińska nauczycielka i polityczka. Pierwsza kobieta na stanowisku wiceprezydenta Beninu.

## Życiorys

### Edukacja i kariera zawodowa
W 1977 roku ukończyła szkołę podstawową w Kotonu. W 1981 roku uzyskała Diplôme national du brevet (BEPC) w Parakou, a w 1985 roku baccalauréat w Kotonu. W latach 1986–1989 studiowała filozofię na Université d'Abomey-Calavi. Zdobyła profesurę z filozofii.
W latach 1998–2004 pracowała jako prezenterka radiowa w lokalnym radiu w Parakou. W 1992 roku zdobyła uprawnienia do pracy jako nauczycielka. Pracowała jako nauczycielka i wykładowczyni filozofii w szkołach średnich i na uniwersytetach.

### Działalność polityczna
W latach 2008–2015 była członkinią rady miasta Kotonu. W 2018 roku była współzałożycielką partii Union Progressiste le Renouveau.
W wyborach parlamentarnych w 2019 roku uzyskała mandat do Zgromadzenia Narodowego jako jedyna kobieta z list Union progressiste le renouveau oraz jako pierwsza kobieta w historii z 8. okręgu wyborczego. Została pierwszą kobietą wybraną na wiceprzewodniczącą izby.
Przed wyborami prezydenckimi w 2021 roku została ogłoszona przez ubiegającego się o reelekcję Patrica Talona jako kandydatka na wiceprezydenta Beninu. Po wygranych wyborach, 23 maja 2021, została zaprzysiężona na to stanowisko jako pierwsza kobieta w historii Beninu.
W 2023 roku była przedstawicielką Beninu podczas Konferencji Narodów Zjednoczonych w sprawie Zmian Klimatu w Dubaju.
Jest opisywana jako feministka, opowiada się za ułatwieniem dostępu do aborcji.

### Życie prywatne
Pozostaje w związku małżeńskim, ma czwórkę dzieci.

### Pozostałe informacje
W latach 2009–2015 była przewodniczącą benińskiej organizacji zrzeszającej kobiety wybrane w wyborach powszechnych. W 2023 roku została wymieniona jako jedna ze 100 najbardziej wpływowych kobiet w Afryce.